# IPv4 주소 고갈

IPv4 주소 고갈 타임라인

IPv4 주소 고갈(IPv4 address exhaustion)은 할당되지 않은 IPv4 주소 풀(pool)이 고갈되는 것을 의미한다. 원래 인터넷 아키텍처에는 사용 가능한 주소가 43억 개 미만이었기 때문에 인터넷이 급격한 성장을 경험하기 시작한 1980년대 후반부터 주소 고갈이 예상되었다. 이러한 고갈은 후속 프로토콜인 IPv6의 개발 및 배포 이유 중 하나이다. IPv4와 IPv6는 인터넷에 공존한다.
IP 주소 공간은 IANA(Internet Assigned Numbers Authority)와 최종 사용자 및 로컬 인터넷 레지스트리(예: 인터넷 서비스 공급자)에 대한 할당을 담당하는 지정된 영역에서 5개의 대륙별 인터넷 레지스트리(RIR)에 의해 전 세계적으로 관리된다. IPv4 주소 고갈을 가속화한 주요 시장 요인에는 빠르게 증가하는 인터넷 사용자 수, 상시 접속 장치 및 모바일 장치가 포함되었다.
예상되는 부족 현상은 NAT(네트워크 주소 변환), 1993년 CIDR(클래스 없는 도메인 간 라우팅), 1998년 IPv6 등 여러 가지 새로운 기술을 만들고 채택하는 원동력이었다.
최상위 수준 고갈은 2011년 1월 31일에 발생했다. 모든 RIR은 IPv6 전환을 위해 예약된 주소 풀을 제외하고 주소 풀을 모두 사용했다. 이는 아시아 태평양(APNIC)의 경우 2011년 4월 15일, 라틴 아메리카 및 카리브해(LACNIC)의 경우 2014년 6월 10일, 북미(ARIN)의 경우 2015년 9월 24일, 아프리카(AFRINIC)의 경우 2017년 4월 21일에 발생했다. 유럽, 중동, 중앙아시아(RIPE NCC)의 경우 2019년 11월 25일 기준이다. 이러한 RIR은 여전히 복구된 주소 또는 특수 목적으로 예약된 주소를 할당한다. 개별 ISP는 여전히 할당되지 않은 IP 주소 풀을 보유하고 있으며 가입자에게 더 이상 필요하지 않은 주소를 재활용할 수 있다.
빈트 서프는 이것이 실험이라고 생각하여 TCP/IP를 공동 개발했으며 32비트이면 충분하다고 생각했다고 인정했다.

## 같이 보기
- 경계 경로 프로토콜